# 336
Правління Костянтина Великого у Римській імперії. У Китаї правління династії Цзінь. В Індії починається період імперії Гуптів. В Японії триває період Ямато. У Персії править династія Сассанідів.
На території лісостепової України Черняхівська культура. У Північному Причорномор'ї готи й сармати.

## Події
- 25 грудня — Перше задокументоване святкування Різдва у Римі
- Марк I став папою римським, але в тому ж році помер.

## Померли
- Гань Бао
- Марк I, папа римський.